# Spy (Carly Simon)
Spy è un album di Carly Simon, pubblicato dalla Elektra Records nel giugno del 1979.
Il disco fu registrato tra il dicembre del 1978 all'aprile del 1979 all'Atlantic Studios di New York City, New York (Stati Uniti).

## Tracce
Lato A
1. Vengeance – 4:11 (Carly Simon)
2. Just Like You Do – 4:11 (Carly Simon)
3. We're so Close – 5:07 (Carly Simon)
4. Coming to Get You – 2:46 (Carly Simon)
5. Never Been Gone – 3:33 (Carly Simon, Jacob Brackman)

Lato B
1. Pure Sin – 3:53 (Carly Simon (testi), Frank Carillo (musica))
2. Love You by Heart – 3:58 (Carly Simon, Libby Titus, Jacob Bracken (testi), Carly Simon (musica))
3. Spy – 4:10 (Carly Simon, James Taylor, Arif Mardin)
4. Memorial Day – 8:24 (Carly Simon)

## Formazione
- Carly Simon - voce, cori, pianoforte
- John Hall - chitarra elettrica
- Don Grolnick - pianoforte, clavinet
- David Spinozza - chitarra acustica, chitarra elettrica
- Warren Bernhardt - tastiera, pianoforte, Fender Rhodes
- Richard Tee - pianoforte, Fender Rhodes, clavinet
- Tony Levin - basso
- Steve Gadd - batteria
- Joe Caro - chitarra acustica, chitarra elettrica
- Ken Bichel - sintetizzatore
- Don Grolnick - pianoforte, clavinet
- Frank Carillo - chitarra
- Errol "Crusher" Bennett - percussioni, congas
- Will Lee - basso
- Rick Marotta - batteria
- Ian McLagan - pianoforte
- Mike Mainieri - vibrafono
- Cliff Carter - sintetizzatore
- Raphael Cruz - cowbell, percussioni, congas
- Billy Mernit - pianoforte
- Randy Brecker - tromba
- Tommy Malone - trombone
- Hubert Laws - flauto
- Michael Brecker - sassofono tenore
- David Sanborn - sax alto
- Peter Ballin - sax alto
- Lew Del Gatto - sassofono baritono
- Tim Curry, James Taylor, Ullanda McCullough, Lucy Simon - cori